# Shambhala (PortAventura Park)
Shambhala in PortAventura (Salou, Katalonien, Spanien) ist eine Stahlachterbahn vom Modell Hyper Coaster des Herstellers Bolliger & Mabillard, die am 12. Mai 2012 eröffnet wurde. Mit einer Höhe von 76 m war sie bis zur Eröffnung der 112 m hohen Red Force im April 2017 die höchste Achterbahn Europas. Der Name der Bahn wurde an das Königreich Shambhala angelehnt.

## Züge
Shambhala besitzt drei Züge mit jeweils acht Wagen. In jedem Wagen können vier Personen in einer Reihe Platz nehmen.

## Auszeichnungen
2013 wurden der Park und der Hersteller B&M für die Achterbahn mit dem Neuheitenpreis „FKF-Award 2012“ des Freundeskreises Kirmes und Freizeitparks e. V. ausgezeichnet.
2012 wurde der Park für die Achterbahn mit dem „Worldofparks-Award 2012“ des Freizeitportals Worldofparks.eu in der Kategorie „Beste Neuheit in einem europäischen Freizeitpark“ ausgezeichnet.